# Parco nazionale di Siuslaw
Il parco nazionale di Siuslaw è un parco statunitense situato nell'Oregon occidentale. Istituito nel 1908, il parco è costituito da una vasta gamma di ecosistemi che vanno dalle foreste costiere alle dune sabbiose.
Si estende per oltre 2.500 km² tra le città di Coos Bay e Tillamook e in alcuni punti oltrepassa la cresta della Catena Costiera dell'Oregon quasi fino al confine con la Willamette Valley. L'ufficio che sovrintende al parco si trova a Corvallis.
Il parco si divide in due distretti: l'Hebo Ranger District che si estende per circa 610 km² e il Central Coast Ranger District che si estende per 1.940 km².

## Attività ricreative
Le attività ricreative del parco comprendono la pesca, il campeggio, l'escursionismo, l'equitazione, l'esplorazione delle pozze di marea e la guida con fuoristrada.

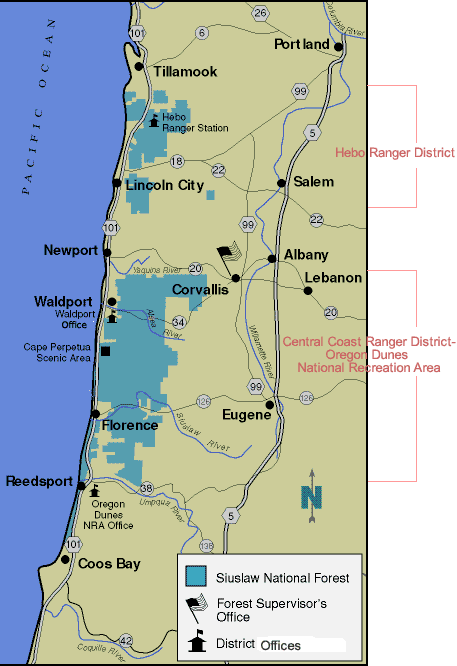
Mappa del Parco nazionale di Siuslaw e delle aree circostanti

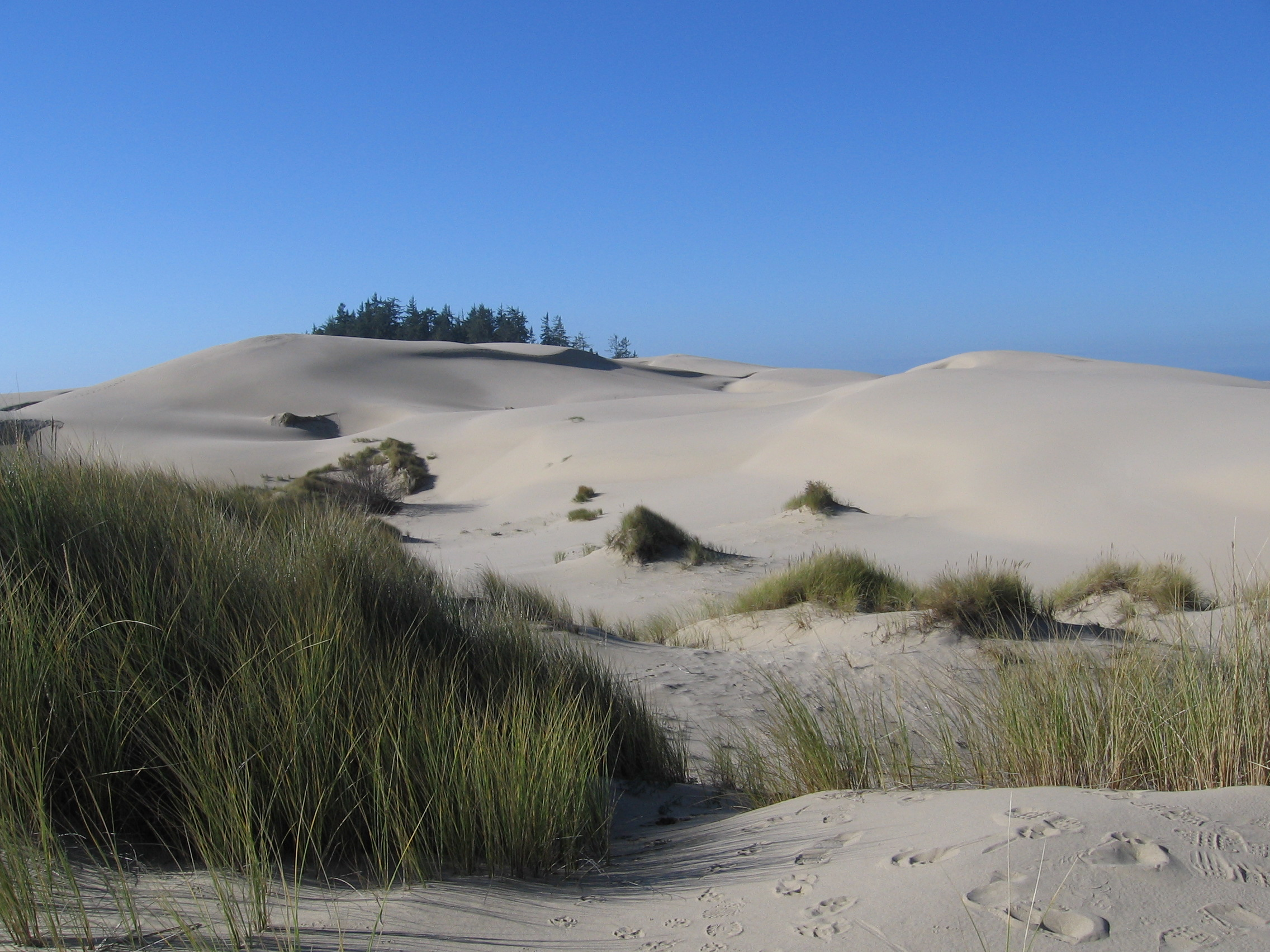
Dune di sabbia nella Oregon Dunes National Recreation Area

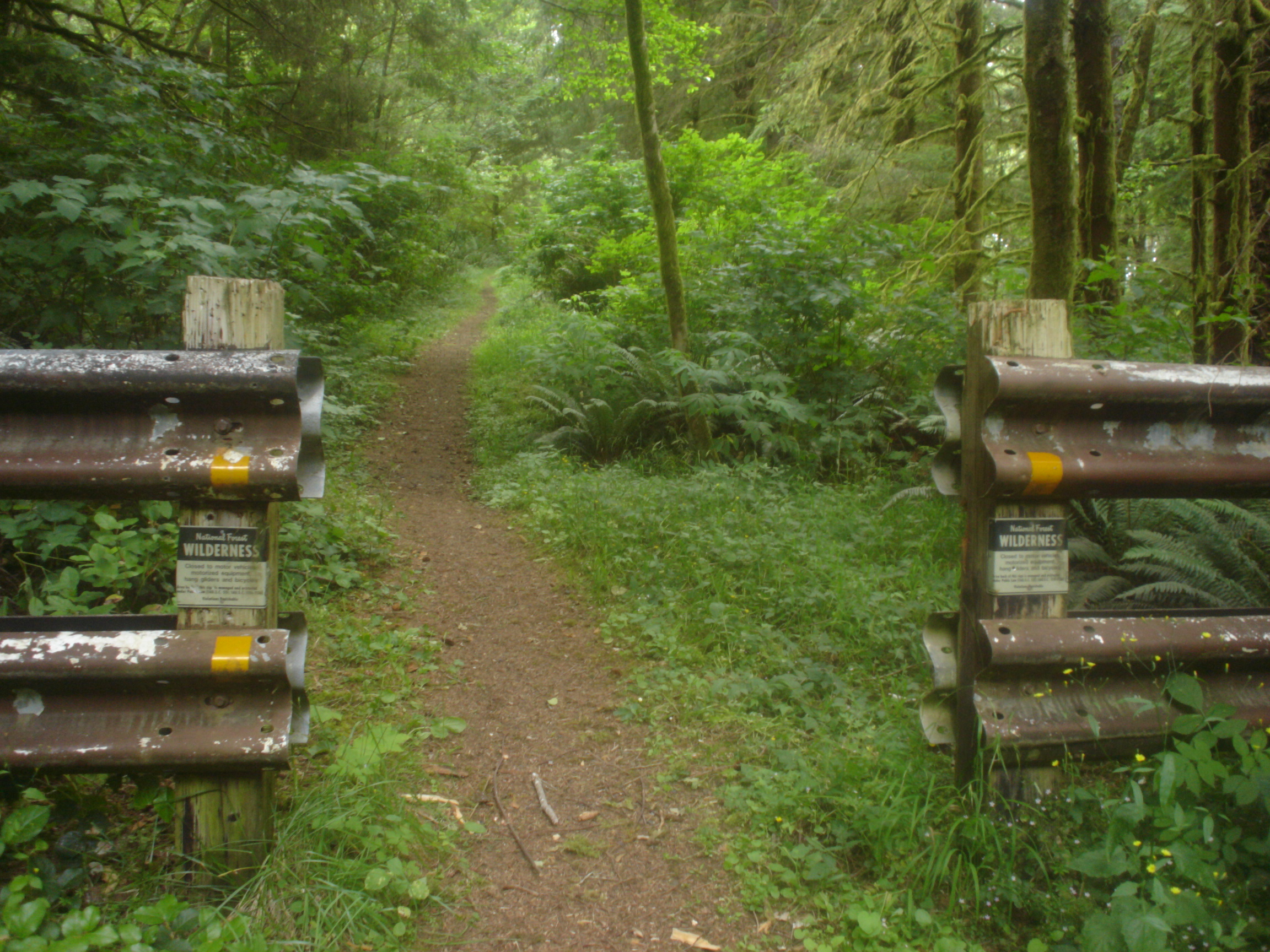
Vista del parco

- Mappa del Parco nazionale di Siuslaw e delle aree circostanti
- Dune di sabbia nella Oregon Dunes National Recreation Area
- Vista del parco